# Giochi proibiti (brano musicale)
La romanza in mi minore nota come Giochi proibiti, dalla colonna sonora del film omonimo, è un celebre pezzo per chitarra d'autore ignoto, presumibilmente del XIX secolo. Possiede numerosi altri titoli: oltre al nome generico di Romanza in italiano, si ricordano: Romance anónimo, Romance de amor, Estudio de Rubira in spagnolo; Jeux interdits, Romance d'amour in francese.
È stata variamente attribuita ad Antonio Rubira, David del Castillo, Fernando Sor, Daniel Fortea, Miguel Llobet, Vicente Gómez e infine Narciso Yepes. Intorno alla sua paternità hanno ruotato numerosi interessi, dall'elusione del diritto d'autore al suo pieno sfruttamento, essendo il pezzo celebre in tutto il mondo. Al contempo, il brano è piuttosto semplice da eseguire, e rappresenta quindi un classico alla portata di chitarristi di ogni livello, anche principianti.
Sono state rilevate somiglianze, casuali o no, con alcune antiche melodie popolari europee, sia della Catalogna sia della lontana Ucraina.

## Storia

### Prima incisione
La più antica incisione del brano è su cilindro fonografico, dell'etichetta Viuda de Aramburu, eseguita da Simón Ramírez e registrata a Madrid tra il 1897 e il 1901. In quest'occasione riceve il titolo di Estudio para guitarra ed è attribuito a un non meglio chiarito Sort, che tuttavia dovrebbe essere il compositore catalano Fernando Sor, il cui nome oscilla nella grafia.

### Impiego nel cinema
Entrambi i compositori che sfruttarono il brano in una colonna sonora cinematografica, tra il 1941 e il 1952, ne rivendicarono la paternità, ma è certo dalla prima incisione che né l'uno né l'altro ne furono autori. Il primo fu Vicente Gómez, che eseguì la Romanza nel 1941 per Sangue e arena, sebbene appaia semplicemente nel cast del film come attore. La sua versione era stata pubblicata a suo nome un anno prima, con il titolo Romance de amor. Essa è sostanzialmente identica a quella più nota, ma Gómez vi aggiunse un'introduzione, abbellimenti e note di passaggio tra le sezioni, e trovò soluzioni armoniche differenti nella parte centrale, sul finale della quale, alla battuta 29, sono scritti arpeggi sol♯-re♯-la con il si al basso (anziché sol♯-si-sol♯ con il mi), e alla battuta 31 riappare il sol naturale, riportando la tonalità da mi maggiore a mi minore; si tratta dell'unica versione a presentare tale cambio di modo.

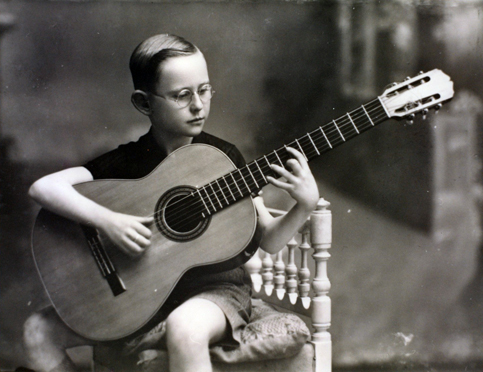
Narciso Yepes a dodici anni

La sicura preesistenza della melodia non impedì a Narciso Yepes di attribuirsela dopo averla usata per Giochi proibiti del 1952. In questo caso, però, la popolarità del film diede fama universale alla colonna sonora. Il compositore affermava ancora nel 1977 di aver scritto il pezzo da bambino nel 1934 per sua madre. Non sempre però doveva aver sostenuto tale versione, almeno a quanto risulta dalle edizioni del brano: di quello pubblicato a Parigi nel 1953 come colonna sonora del film risulta infatti solo arrangiatore. Negli stessi titoli del film è indicato come arrangiatore e interprete.
Nonostante il discredito dell'attribuzione al suo nome, Yepes detiene ancora il copyright della composizione in Spagna.

## Attribuzione

### Pubblicazioni anteriori
Una più antica pubblicazione del pezzo, indicata come Estudio para guitarra di Rovira, fu edita in Argentina da Medina e figlio forse nel 1913, o comunque prima del 1924, quando l'editore cessò la propria attività. Di qui l'attribuzione ad Antonio Rubira o Rovira. Questi, rinomato chitarrista di Lorca e identificato a fatica con il marchese Antonio Rubira Abia del Peral, fu autore di numerosi arrangiamenti di opere altrui ma lasciò un'unica composizione originale: quattro Valzer fantastici per chitarra in re maggiore, con introduzione e coda.
Il chitarrista e compositore Isaías Savio, che ripubblicò la Romanza nel 1959 con il titolo portoghese Romance de amor (estudo em mi). Música de Antonio Rovira (segunda metade do século XIX), ricorda che il pezzo appare nel metodo di Pedro Mascaró y Reissig, edito in Montevideo nel 1919, a pagina 14, sotto il titolo Conocido por estudio de Rovira.
Al 1930-1931 risale invece un'ambigua edizione, a quanto pare basata su un manoscritto del XIX secolo, intitolata Romance anónimo de Daniel Fortea [sic]. Anche questa versione è quasi identica a quella di Yepes, ma non ha avuto altrettanta fortuna negli anni successivi alla sua pubblicazione, nonostante la generale popolarità di Fortea.

### Manoscritti

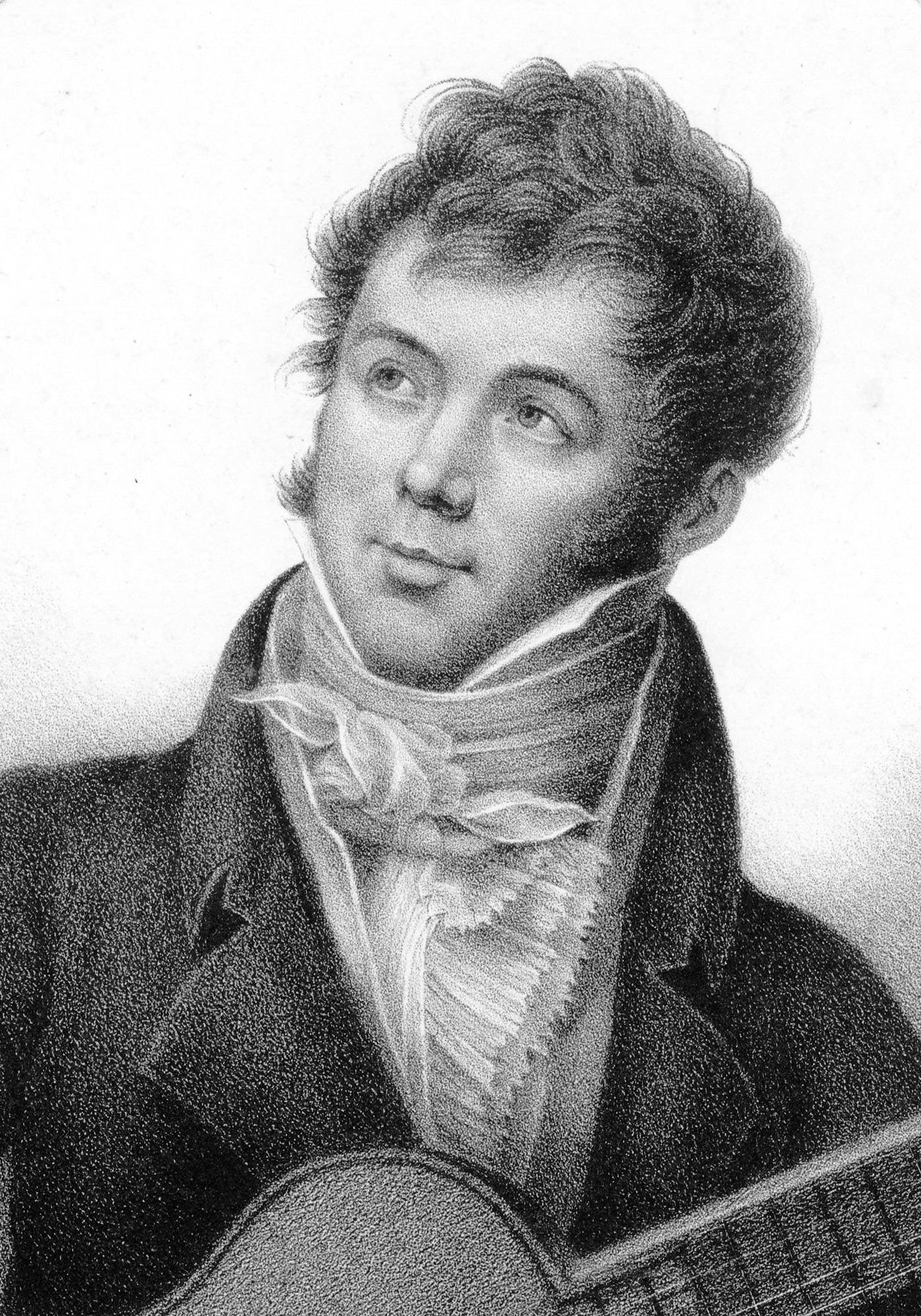
Fernando Sor è indicato come uno dei possibili autori del brano

Tuttavia, i più antichi manoscritti del pezzo, del tardo Ottocento, non sono unanimi sull'attribuzione. Uno la assegna effettivamente a Rubira; ma un altro, senza firma, presenta una nota a piè di pagina che recita «Melodía de Sor», sebbene lo stile del brano sia profondamente diverso da quello del compositore, specie per quanto attiene alla sua semplicità armonica e contrappuntistica, e anche se il canto ricorda vagamente il lirismo malinconico di alcune sue melodie.
Un'evidente differenza tra questi due manoscritti e la più nota versione di Yepes è l'arpeggio che accompagna il canto, che in quest'ultima è discendente e non ascendente. Nessuno dei due manoscritti è stato datato con certezza, e non si ritengono di pugno degli autori citati, ma piuttosto copie prodotte da studenti o altri musicisti. Fernando Sor, del resto, era morto nel 1839.
Deve esistere inoltre un manoscritto anteriore al 1938, a firma di Miguel Llobet, pubblicato postumo nel 1968 in un'edizione che dichiara chiaramente trattarsi di un arrangiamento e reca per la prima volta compiute indicazioni dinamiche. Non si trova invece alcuna traccia di pubblicazioni o manoscritti firmati da Daniel del Castillo, al quale il chitarrista e pianista Joan Dotras attribuiva la Romanza e che presenta nella biografia un collegamento con Fernando Sor, che insieme a suo padre aveva riparato in Francia in seguito alla guerra d'indipendenza spagnola.

### Possibili antecedenti
La canzone popolare ucraina Nič jaka misjačna («Notte al chiaro di luna») presenta una certa somiglianza con il tema principale di Giochi proibiti. L'ipotesi di un'identità tra i due brani è avanzata da Matanya Ophee, cui fa eco il musicologo italiano Angelo Gilardino, che sostiene essere stato Michail Glinka a importare in Spagna una «melodia russa». Questa, a partire dall'improvvisazione di Francisco Rodríguez detto il Murciano, si sarebbe poi tramandata a orecchio; ciò collima con la tradizione che vede nella Romanza un brano folkloristico e non d'autore. In realtà, se la melodia in questione è proprio Nič jaka misjačna, l'identità tra i due pezzi si limita alle prime sei note, tra l'altro molto poco indicative (si-si-si-si-la-sol).
Vitale ritiene il tema già presente in una melodia catalana del XVI secolo.

## Arrangiamenti
- Amour défendu e Walzer der Liebe interpretate da Mireille Mathieu
- Forbidden Games interpretata da Ginette Reno
- Jeux interdits arrangiata da Parker e Lanjean e interpretata da Miriam Makeba e Tom Jones
- Romance anónimo interpretato in spagnolo dal gruppo gitano francese Los Niños de Sara
- Storia di due innamorati interpretata da Al Bano e Romina Power
- Du är den ende interpretata da Lill Lindfors con testo di Setterlind e arrangiamento orchestrale di Österdahl (1966)
- Tema de amor interpretata da Raphael nel film argentino Digan lo que digan (1968)
- San Salvador di Françoise Hardy (1970)
- Quiero interpretata da Julio Iglesias (1975)
- Liebe auf Zeit interpretata da Bernhard Brink (1976)
- Versione elettronica di sottofondo del videogioco arcade Phoenix (1980)
- Ton prénom dans mon cœur [in francese] e Tu nombre [in spagnolo], incise dalla cantante italo-francese Dalida (1983 e 1984)
- Vino de amor di Hiller e Graham incisa da Andy Williams (1984)
- Desesperada interpretata dai B-Tribe (1998)
- Colonna sonora del film coreano Ga-eul donghwa (2000)
- Romance (strumentale) interpretata dai My Chemical Romance (2002)
- Romance interpretata da Mike Oldfield (2005)
- Base del brano The Outskirts dei Buck 65 (2007)
- Stranger Under My Skin interpretata da Eason Chan in cinese e inglese (2011)